# Ексмор (Вирџинија)
Ексмор (Вирџинија) (енгл. Exmore) град је у америчкој савезној држави Вирџинија. По попису становништва из 2010. у њему је живело 1.460 становника.

## Демографија
Према попису становништва из 2010. у граду је живело 1.460 становника, што је 324 (28,5%) становника више него 2000. године.
| Група             | 2000.       | 2010.       |
| Белци             | 704 (62,0%) | 804 (55,1%) |
| Афроамериканци    | 384 (33,8%) | 551 (37,7%) |
| Азијати           | 3 (0,3%)    | 19 (1,3%)   |
| Хиспаноамериканци | 28 (2,5%)   | 65 (4,5%)   |
| Укупно            | 1.136       | 1.460       |